# Viktor Suchorukov
Viktor Ivanovič Suchorukov (in russo Виктор Иванович Сухоруков?; Orechovo-Zuevo, 10 novembre 1951) è un attore russo, fino al 1991 sovietico.
Artista del popolo della Federazione Russa (2008).

## Filmografia parziale
- Bakenbardy (Бакенбарды), regia di Jurij Mamin (1990)
- Sčastlivye dni (Счастливые дни), regia di Aleksej Balabanov (1991)
- Zamok (Замок), regia di Aleksej Balabanov (1994)
- Brother (Brat), regia di Aleksej Balabanov (1997)
- Pro urodov i ljudej, regia di Aleksej Balabanov (1998)
- Il fratello grande (Брат 2), regia di Aleksej Balabanov (2000)
- Bednyj, bednyj Pavel (Бедный, бедный Павел), regia di Vitalij Vjačeslavovič Mel'nikov (2003)
- Boginja: kak ja poljubila (Богиня: как я полюбила), regia di Renata Litvinova (2004)
- Žmurki (Жмурки), regia di Aleksej Balabanov (2005)
- L'isola (Остров), regia di Pavel Lungin (2006)
- Puškin. Poslednjaja duėl' (Пушкин. Последняя дуэль), regia di Natal'ja Bondarčuk (2006)
- Silent Souls (Ovsjanki), regia di Aleksej Fedorčenko (2010)
- 22 minuti (22 минуты), regia di Vasilij Serikov (2014)
- Paradise (Рай), regia di Andrej Končalovskij (2016)